# Parc de la Gorge de Coaticook
Le Parc de la Gorge de Coaticook est un parc régional situé à Coaticook, dans la région touristique des Cantons-de-l'Est.

## Histoire
L’aménagement du site a commencé en 1974 par des opérations de nettoyage. L’année suivante, des sentiers pédestres et des petites passerelles permettant de traverser la rivière Coaticook ont été installés. L'ouverture du parc se fera en 1977 et la Société de développement de la Gorge de Coaticook fut créée officiellement en 1979. L'.un des attraits le plus spectaculaire du Parc fut la passerelle suspendu qui fut inauguré en 1989.  Le pont a alors été homologué par la Société des records Guiness comme étant le plus long pont suspendu pour piéton au monde (50 m de haut (164 pieds) x 169 mètres de long 554 pi).   
Depuis plusieurs investissements ont permis de développer le Parc en y ajoutant plusieurs infrastructures impressionnantes dont des sentiers de randonnée pédestre, des passerelles à flanc de falaise, la construction d'une réplique d'une grange ronde ainsi que celle d'un pont couvert qui font tous deux la renommée des Cantons-de-l'Est. Plusieurs activités supplémentaires y sont ajoutés dont le camping, le vélo de montagne la raquette, la glissade en tube, etc.

## La Gorge
La Gorge de Coaticook mesure près de 750 mètres (2 500 pieds) de longueur et possède des falaises de roc allant jusqu'à 50 mètres (164 pieds) de hauteur.

## Activités
En 2022, le Parc de la Gorge de Coaticook a ouvert un parc d'habiletés pour les vélos de montagne où l'ont retrouve six sentiers différents des uns des autres pour les adeptes de ce sport.
Le Parc de la Gorge de Coaticook a reçu l'Hôtel UNIQ sur leur territoire durant une partie de la saison estivale 2022, soit de mai à août précisément.
En hiver 2023, une nouvelle attraction touristique hivernale fera son apparition au Parc de la Gorge de Coaticook, une attraction ne ressemblant pas à Foresta Lumina.

### Sa création
L’histoire de la Gorge remonte à plus de 50 000 ans alors que la terre en est à sa dernière période glaciaire et où la région est recouverte du glacier du Wisconsin. À sa fonte, le lac préglaciaire de Coaticook est formé. Par la suite, alors que c'est à son tour de fondre, il laisse place à la rivière Coaticook qui creusera son lit dans la masse rocheuse pendant près de 15 000 ans. Encore aujourd'hui, l'eau de la rivière continue son chemin dans la gorge et s'enfonce dans la masse rocheuse de quelques millimètres par année.

### La passerelle suspendue

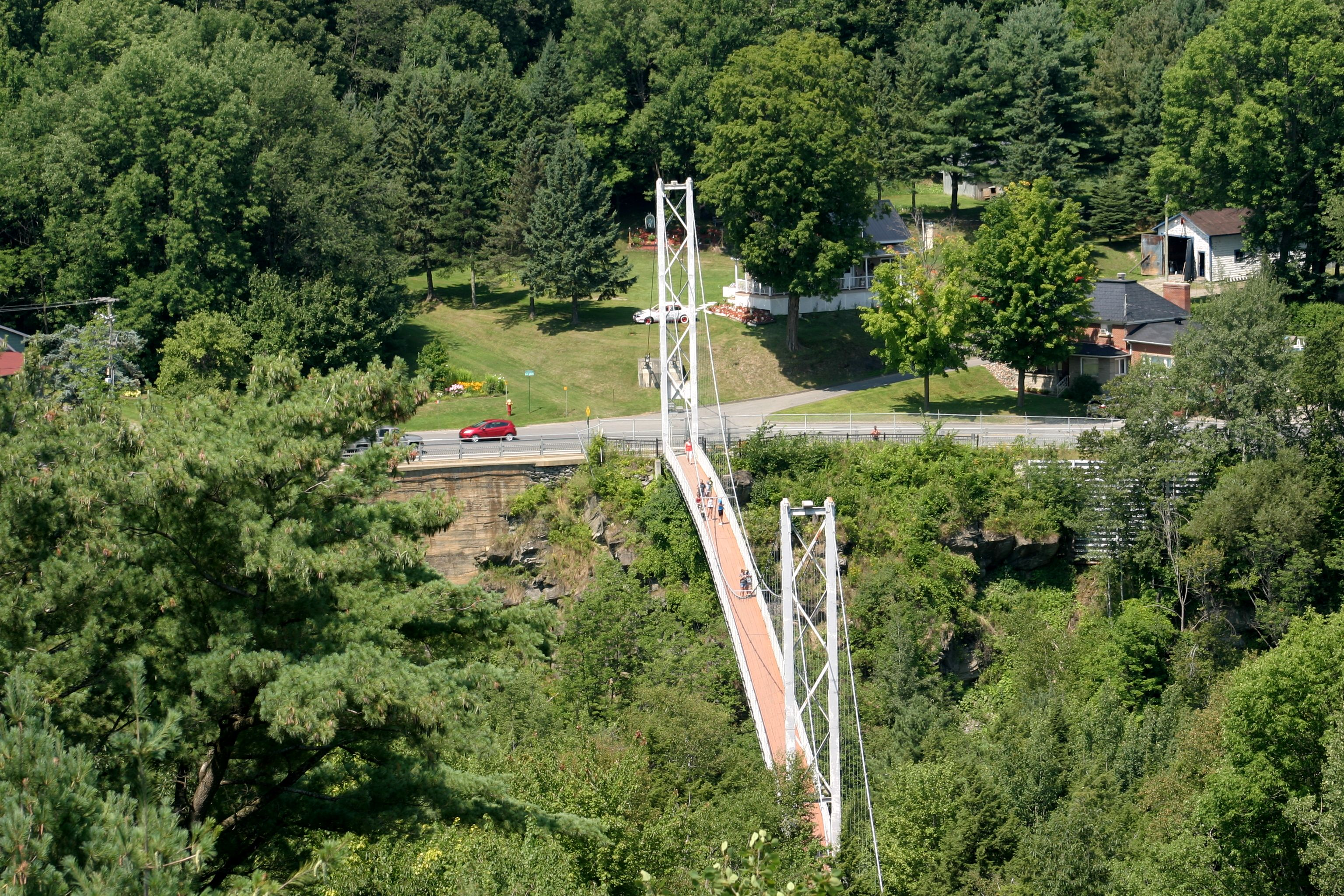
Passerelle suspendue vu du haut de la tour

À sa construction en 1988, la passerelle qui passe au-dessus de la Gorge devient la plus haute passerelle suspendue pour piétons du monde avec ses 169 mètres (554 pieds) de longueur qui l'inscrit au même moment au livre des Records Guinness. À 50 mètres (164 pieds) dans les airs et 2 mètres de largeur, elle peut accueillir environ 800 personnes de chacun plus ou moins 90 kg. La construction de la passerelle s'est échelonnée de juillet à décembre 1988 avec un coût total allant jusqu'à 628 000 $ et sera officiellement inaugurée le 29 mai 1989.
L'illumination du pont suspendu se fait en fonction des conditions météorologiques de Coaticook, projet mis en place en 2021. Ainsi, les lumières sur la passerelle suspendue varient en fonction de la température.

## Foresta Lumina
En avril 2013, le Parc de la Gorge approche Moment Factory afin de développer un tout nouveau projet, soit un parcours nocturne illuminé. L'équipe du Parc réussit à amasser, au sein de la communauté, la somme de 1 million de dollars afin de créer, en collaboration avec Moment Factory, Foresta Lumina, une forêt enchantée sur 2 km. L'inauguration de ce nouvel attrait a eu lieu le 12 juillet 2014.

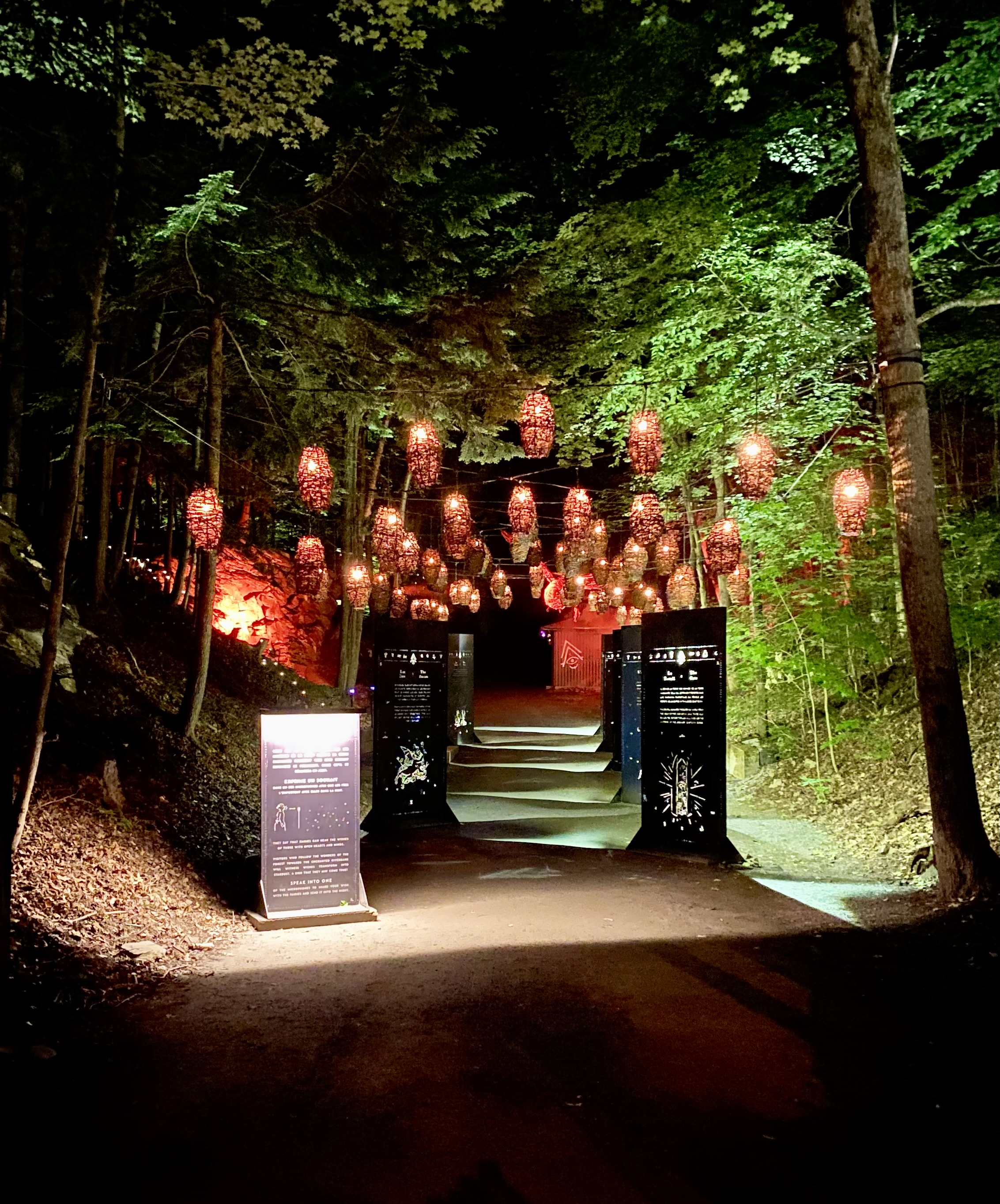
Entrée du parcours Foresta Lumina en 2024

Lors de l'été 2022, certaines modifications ont été apportées au parcours nocturne illuminée pour améliorer l'expérience client. Entre autres, ils ont complètement retravaillé une zone précise, soit celle se trouvant à l'extrémité du pont suspendu, la zone de la clairière. 

### Impact touristique
Foresta Lumina a créé un fort engouement pour le Parc de la Gorge en doublant le nombre de visiteurs. Il a remporté plusieurs prix dont "Entreprise touristique de l'année dans les Cantons-de-l'Est" . Il gagne aussi les honneurs à l'international en remportant un THEA AWARD en 2016 dans la catégorie Awards for Outstanding Achievement (littéralement : récompenses pour des réalisations exceptionnelles)  remis par la Themed Entertainement Association  qui a pour objectif de reconnaître et d'honorer l'excellence et les innovations majeures – qu'elles soient technologiques ou artistiques – réalisées dans l'industrie du divertissement thématique. La Gorge de Coaticook permet la pratique de diverses activités pour les touristes, telles que la randonnée pédestre, le vélo de montagne, le camping, le prêt-à-camper, ainsi que le Parc nature et Acoatica. Elle accueille aussi les festivités de la fête nationale du Québec. En 2016, un équivalent de Foresta Lumina a ouvert ses portes en Gaspésie et aussi à Saint-Félicien au Saguenay-Lac-St-Jean.

## Camping

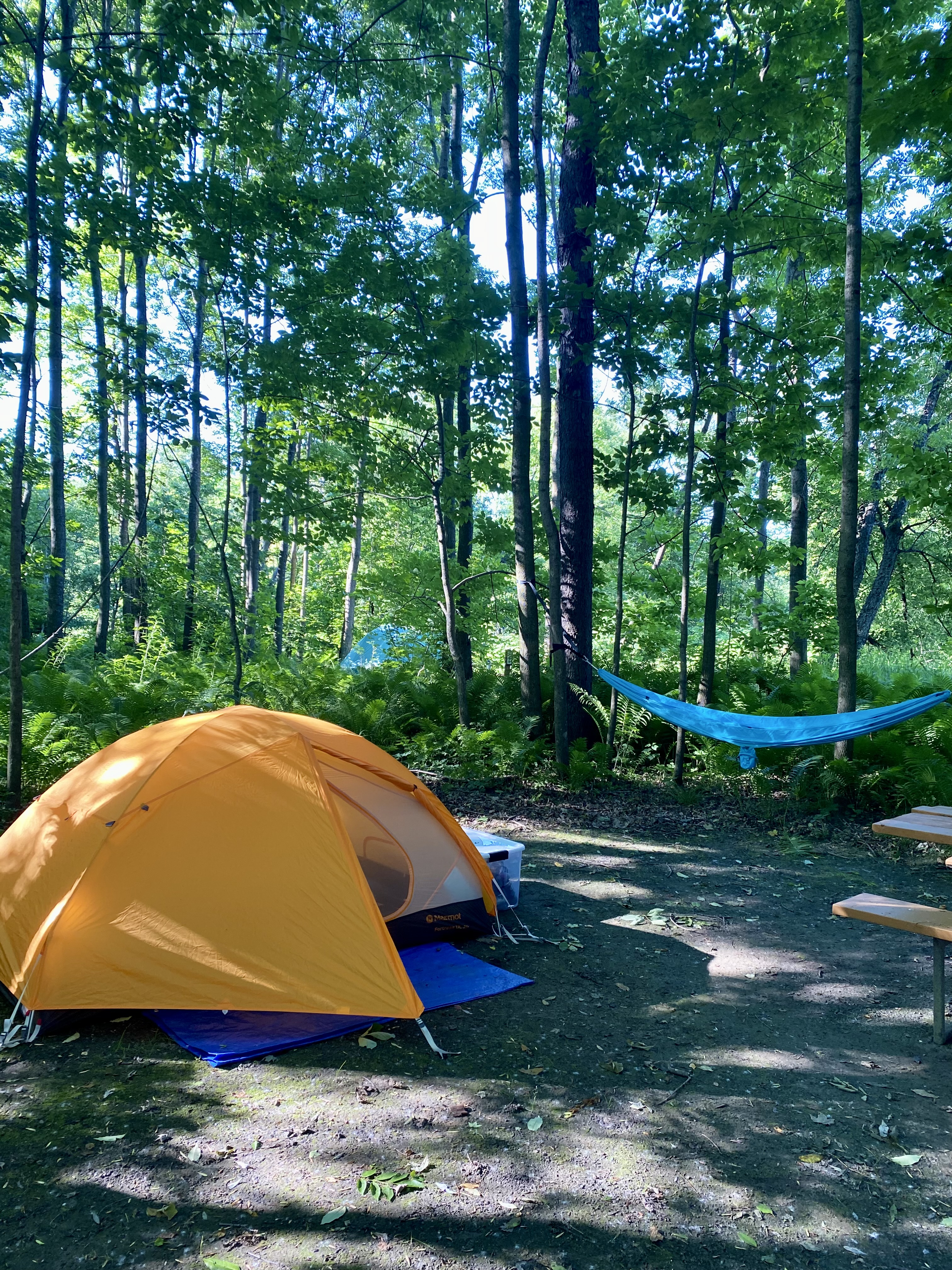
Site de camping boisé dans la section N

En 2002, le prix Développement et Innovation est décerné au Parc lors du Gala des prix de l'excellence en raison de leur investissement de 100 000 $ au cours de l'année précédente afin d'aménager une cinquantaine de sites de camping pour un total de 97 emplacements ainsi qu'une aire de service accessible pour les clients du camping. 
Aujourd'hui, le camping du Parc de la Gorge de Coaticook comporte un total de 178 emplacements et 2 refuges, petit chalet pouvant accueillir jusqu'à 6 personnes, en été comme en hiver. Certaines de ses places de camping sont disponibles avec ou sans services tels que l'eau courante et l'électricité.

## Distinction
En 2015, à la suite de la création de Foresta Lumina, l'évènement du Parc de la Gorge de Coaticook a été nommé première merveille des Cantons-de-l'Est.